# Szahab Gordan
Szahabeddin Gordan (per. شهاب گردان, ur. 22 maja 1984 w Dżujbarze) – irański piłkarz występujący na pozycji bramkarza w drużynie Sanat Naft Abadan.

## Kariera piłkarska
Szahab Gordan jest wychowankiem klubu Nassadżi Mazandaran. W 2005 przeszedł do zespołu Abu Moslem Meszhed. Po czterech sezonach odszedł do drużyny Zob Ahan. W sezonie 2009/2010 zajął ze swoim klubem drugie miejsce w lidze irańskiej – Pucharze Zatoki Perskiej. Doszedł także do finału Azjatyckiej Ligi Mistrzów. Następnie grał w takich klubach jak: Persepolis FC, Sepahan Isfahan i Padideh FC. W 2018 przeszedł do klubu Sanat Naft Abadan.
Szahab Gordan w 2011 zadebiutował w reprezentacji Iranu. W 2011 został powołany do kadry narodowej na Puchar Azji. Jego drużyna zajęła pierwsze miejsce w grupie i odpadła w ćwierćfinale z Koreą Południową.

### Sukcesy

#### Zob Ahan
- Drugie miejsce
  - Puchar Zatoki Perskiej: 2009
  - Azjatycka Liga Mistrzów: 2010